# 弗雷德里克·温特斯
弗雷德里克·温特斯（英語：Frederick Winters，1873年1月7日—1915年4月26日），美国男子举重运动员。他曾代表美国参加1904年夏季奥林匹克运动会举重比赛，获得一枚银牌。他于1915年在布鲁克林去世。